# Torulaspora delbrueckii
Espèce
Torulaspora delbrueckii est une levure ubiquitaire que l’on retrouve dans la nature ou dans des habitats anthropisés. La souche type de T. delbrueckii est la CBS 1146T, ou CLIB 230 ou ATCC 10662, etc. Le génome de la souche type de T. delbrueckii CBS 1146 T a été séquencé, et est constitué de 8 chromosomes ainsi que d’un génome mitochondrial.
Dans la littérature ancienne, T. delbrueckii est souvent nommée Saccharomyces delbrueckii ou Saccharomyces rosei ou Saccharomyces roseus, son anamorphe étant Candida colliculosa (la liste complète des synonymes pour être trouvée sur le site du CBS).
T. delbrueckii est la plus connue des espèces du genre Torulaspora qui comporte 8 espèces dont T. franciscae, T. pretoriensis, T. microellipsoides, T. globosa, T. indica, T. maleeae, et T. quercuum. La taxonomie du genre Torulaspora évolue rapidement, et l’utilisation d’outils moléculaires permettant de discriminer les différentes espèces du genre Torulaspora devrait permettre de corriger les erreurs d’identification des souches.

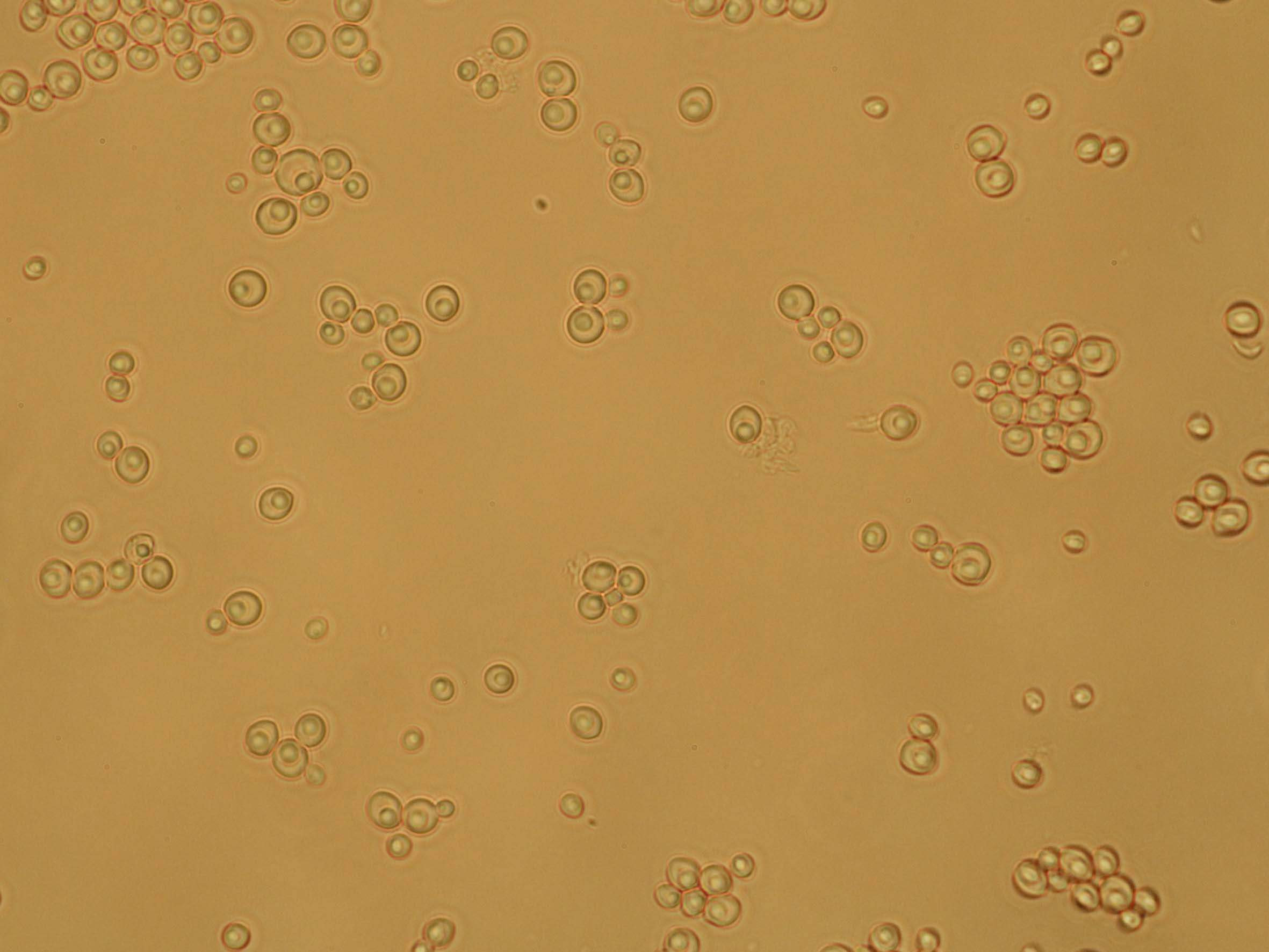
Spores de Torulaspora delbrueckii

## Les niches écologiques deTorulaspora delbrueckii
T. delbrueckii est associée à de nombreux procédés humains, comme la boulangerie,,,,. Certaines souches de T. delbrueckii sont même aujourd’hui commercialisées comme levure de boulangerie. Les autres utilisations humaines incluent certains aliments fermentés comme l’ensilage, le cacao,, les olives ou les cornichons, ; des boissons fermentées et distillées traditionnelles comme le mezcal, le colonche, la tequila, le cidre, des jus de fruits fermentés, le vesou, ou le kéfir ; des produits laitiers fermentés comme certains fromages ou des boissons lactées fermentées.
T. delbrueckii est également une levure d’altération de certains produits laitiers, sodas, jus de fruits,,, etc.
T.delbrueckii colonise aussi de très nombreux environnements sauvages ou naturels, tels que les sols, les plantes, les fruits ou les insectes,.
Des isolats cliniques de T.delbrueckii existent, même si l’espèce n’est pas considérée comme pathogène pour l’homme, on parle alors de pathogène opportuniste.

## Torulaspora delbrueckiien œnologie
T. delbrueckii est associée au processus de la vinification depuis des décennies,,, elle peut être isolée sur la baie de raisin, dans les moûts ou dans les vins. T. delbrueckii est commercialisée sous forme de levure sèche active (LSA), à utiliser en association avec S. cerevisiae en culture mixte pour certaines applications, notamment pour réduire la production d’acidité volatile dans les vins liquoreux tel que le Sauternes.
Des travaux récents indiquent que l’espèce T. delbrueckii a été domestiquée pour la vinification et les autres procédés alimentaires il y a environ 1900 et 4000 ans respectivement.

## Le cycle de vie deTorulaspora delbrueckii
Le cycle de vie de  Torulaspora delbrueckii n’est pas complétement élucidé : certains auteurs considèrent l’espèce T. delbrueckii comme haploïde, tandis que des travaux récents suggèrent que l’espèce est diploïde, homothallique, sans toutefois le démontrer formellement.

## Voir également
- Levures à bière :
  - Dekkera bruxellensis (fermentation spontanée ~ lambic)
  - Saccharomyces cerevisiae (fermentation haute)
  - Saccharomyces uvarum (fermentation basse)
  - Saccharomyces carlsbergensis (fermentation basse)
  - Torulaspora delbrueckii (fermentation haute ~ Weizenbier)
- Fermentation de la bière
  - fermentation haute
  - fermentation basse
  - fermentation mixte
  - fermentation spontanée